# Флаг Даугавпилса
Флаг Да́угавпилса — официальный символ, наряду с гербом города и в перспективе с гимном, самоуправления города Даугавпилс (Латвия).

## История
История городского флага идёт из 30-х годов XX века, когда четырём областным городам Латвии — Риге, Даугавпилсу, Елгаве, Лиепае — были даны стандартного размера флаги из двух равных горизонтальных полос разного цвета, а посередине флага размещён герб соответствующего города. Флаг Риги утверждён в 1936 году (есть публикация в «Valdības Vēstnesis»). Считается, что флаг Даугавпилса был утверждён 4-м Президентом ЛР К. Улманисом в 1937 году (документального подтверждения не найдено).
По вопросу использования городской символики (плата за её использование) в 2001 году вышел документ Думы «О пошлинах самоуправления в городе Даугавпилсе», пункт. 2.4. Об использовании символики, Даугавпилсского городского флага и изображения герба или их элементов.

## Описание
Флаг состоит из равных горизонтальных полос в пропорции 1:1, цвета полос: верхняя — карминно-красная, нижняя — белая, по центру флага и полос располагается изображение городского герба, не доходящее до верхнего и нижнего краёв флага на 1/5 высоты флага, соотношение высоты к длине флага в пропорции 1:2.

## Правила использования
5.1. Флаг города и его изображение вне зависимости от размеров должны точно соответствовать описанию флага и в основном совпадать с изображением в приложении № 2. 

5.2. Флаг города Даугавпилс постоянно размещён на фасаде здания Даугавпилсской городской думы и на флагштоке на Площади Единства. 

5.3. Флаг города Даугавпилс используется на городских мероприятиях.

5.4. Частные и юридические лица могут использовать флаг города Даугавпилс на ими проводимых мероприятиях, гарантируя соответствующее уважение к городскому флагу.

5.5. Если флаг города поднимается вместе с государственным флагом Латвии, его поднимают в соответствии с порядком, установленным Кабинетом Министров.

5.6. Если городской флаг вывешивается на здании, его по всей ширине прикрепляют к древку флага, который помещают в держатель для флагов, специально прикреплённый к фасаду здания, так, чтобы флаг находился не ниже чем 2,5 м от земли.

5.7. Если городской флаг размещают на улице, площади или перед фасадом какого-либо здания, его закрепляют на флагштоке не ниже 7 метром от земли.

5.8. Если городской флаг поднимают в траурном оформлении, над флагом у древка прикрепляют чёрную ленту, длина которой составляет 1/20 от ширины флага. Флаги, поднятые на флагштоках, приспускают на половину без траурной ленты.

5.9. В местах, где городской флаг не поднимается постоянно, его поднимают с восходом солнца, и спускают при закате солнца, либо поднимают при начале праздников и спускают, когда упомянутые праздники закончились.

5.10. Длину и диаметр древка для флага выбирают пропорционально величине флага. Древко флага изготавливают соответственно следующим требованиям:

5.10.1. древко флага длиннее, чем самая длинная сторона флага;

5.10.2. древко флага прямое и гладкое, белого цвета;

5.10.3. верхний конец древка флага плоский, округлый, на несколько сантиметров больше, чем диаметр древка. На верхнем конце древка может быть также декоративный конусообразный, шарообразный или эллипсообразный наконечник.

5.11. Запрещено использовать испорченный или выцветший флаг города Даугавпилс.

5.12. Запрещено поднимать городской флаг на зданиях или перед зданиями, в которых проводится капитальный ремонт, находящихся в аварийном состоянии или чей фасад ремонтируется, а также в других неподходящий местах и обстоятельствах.
— Обязующие правила № 27 Даугавпилсской городской думы «О символике Даугавпилсского городского самоуправления»

## Интересные факты
- Если герб города 1925 года утвердил 1-й президент ЛР Я. Чаксте, то флаг, считается, утвердил 4-й президент ЛР К. Улманис.
- Использовался до июня 1940 года
- Реабилитирован и восстановлен в действии как городской флаг 21 июня 1990 года в 3-й части заседания 4-й сессии городского Совета вместе с гербом города 1925 года. Использовался до сентября 1991 года на официальных мероприятиях и праздниках.
- В период временной Управы города под руководством Валдиса Лаускиса (10 сентября 1991 — 29 мая 1994 года) за 32 месяца ни разу не использовался в жизни города.
- На постоянное местопребывание городской флаг, пошитый в ателье частным образом, был вывешен 31 октября 1995 года на официальном мероприятии на флагштоке у гостиницы «Латвия» в присутствии вице-мэра Р. Строде.
- После 184 дневного пребывания на флагштоке заменен на новый флаг 9 мая 1996 года.
- 16 мая 1996 года этот первый флаг сдан в городской музей на вечное хранение.
- 31 октября 2000 года отмечено 5-летие пребывания флага на постоянном месте с показом флага 1995 года из музея в витрине гостиницы «Латвия».
- 23 июня 2003 года флаг снят в связи с началом реконструкции гостиницы «Латвия». Позднее возобновлён в другом месте — около Центральной площади за трамвайной линией, возле бывшего места кинотеатра «Целтниекс», недалеко от пожарной части на Ригас 1/3.